# Farthest North

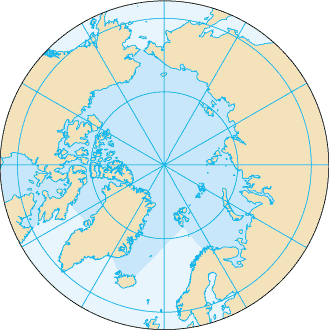
Projeção da região polar ártica, centrada no Polo Norte

Farthest North é uma expressão em língua inglesa que significa «o mais a norte» e que descreve a latitude mais a norte alcançada pelos exploradores antes de chegar ao Polo Norte, e cuja conquista no século XX tornou entretanto obsoleta. As regiões polares setentrionais (Ártico) são muito mais acessíveis que as do sul do planeta, já que as massas de terra continentais se estendem até latitudes mais altas e as viagens por mar a essas regiões são relativamente curtas.

## Evolução da marca

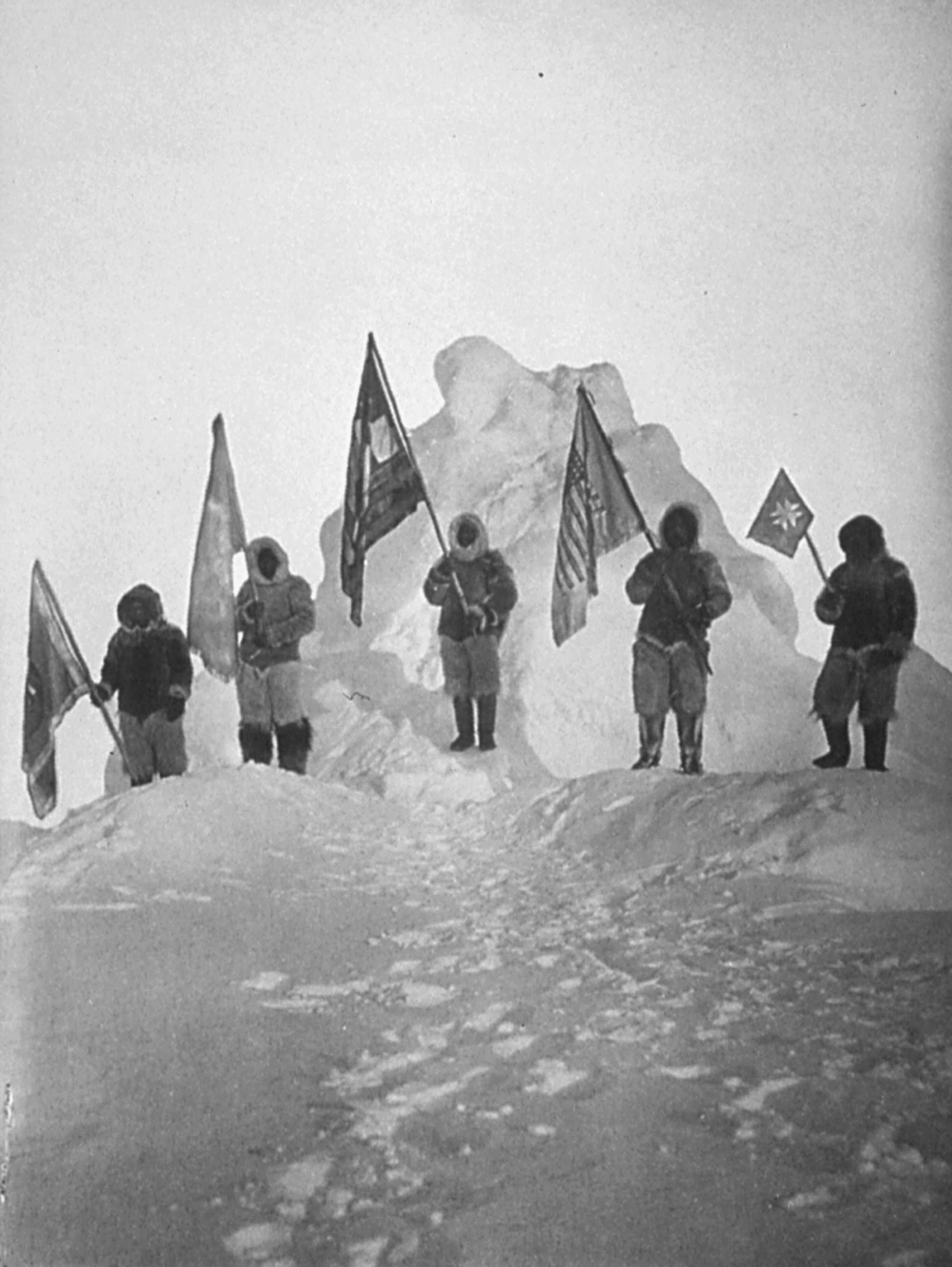
A expedição liderada pelo norte-americano Robert Peary alegou ter chegado ao Polo Norte em 1908, mas hoje muitos historiadores e cientistas duvidam do feito.

Uma expedição dirigida pelo neerlandês Willem Barents alcançou os 79°49'N em 16 de junho de 1596, sendo esse o primeiro registo conhecido de uma tentativa de navegação a latitude tão alta. Em 1607, Henry Hudson provavelmente chegou a Hakluyt's Headland (um pouco a sul da latitude alcançada por Barents), mas não pôde prosseguir por causa da banquisa que rodeava a costa norte da ilha de Spitsbergen, nas Svalbard. Em 1612 um explorador de Hull, Thomas Marmaduke, afirmou que tinha alcançado os 82°N, enquanto os exploradores neerlandeses em 1614 e 1624 afirmaram ter navegado mesmo mais a norte dos 83°N. Nenhuma destas reclamações tem fundamento, e a segunda afirmação, feita por Joris Carolus, é impossível dadas as condições do gelo nessa temporada, embora Marmaduke pelo menos tenha logrado chegar até Gråhuken (79°48'N). Alguns baleeiros ingleses alcançaram o cabo Norte das ilhas Svalbard (a 80°32'N) em 1622 ou mesmo antes, como mostra o mapa da Companhia de Moscóvia de 1625. As sete ilhas (extremo a 80°49'N), a norte de Nordaustlandet foram mapeadas numa carta neerlandesa de 1663, mas provavelmente foram alcançadas por uma embarcação de Enkhuizen muito antes, em 1618. Em 1707 os baleeiros neerlandeses de Cornelis Cornelisz Giles (ou Gieles) contornaram o ponto mais setentrional de Nordaustlandet em Svalbard, passando a 81°N. Em 1806, William Scoresby, Sr., afirmava ter navegado no Resolution de Whibty a norte das Sete Ilhas e chegou a 81°50'N.
Uma das primeiras expedições com o propósito explícito de alcançar o Polo Norte foi a de William Edward Parry em 1827, que chegou aos 82°45'N, um recorde que se manteve durante várias décadas.
Albert Hastings Markham, membro da expedição britânica ao Ártico de 1875-76 foi o que se seguiu na aproximação ao polo, 48 anos depois, quando chegou à latitude de 83°20'26"N num trenó puxado por cães.
Em 1895, os noruegueses Fridtjof Nansen e Fredrik Hjalmar Johansen chegaram à latitude 86°14'N. Em 1900, Umberto Cagni da Armada Real Italiana deixou o acampamento base estabelecido por Luís Amadeu de Saboia, duque dos Abruzos e chegou em 25 de abril à latitude 86°34'N, superando a marca de 1895 de Nansen por cerca de 35 a 40 km.

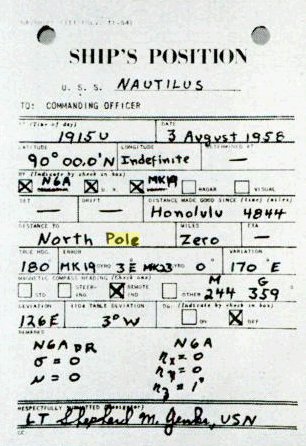
Relatório de navegação do Nautilus, 90N, 19:15U, 3 de agosto de 1958, Polo Norte

Dois exploradores dos Estados Unidos declararam ter alcançado o Polo Norte em 1908 (Frederick Cook) e 1909 (Robert Peary). A reclamação de Cook foi amplamente considerada como fraudulenta, mas Peary foi acreditado como descobridor do Polo Norte durante grande parte do século XX. Nas últimas décadas, no entanto, a afirmação de Peary tem sido colocada em dúvida, embora o que sem dúvida fez foi estabelecer um novo recorde mais a norte (foi abandonado pelos membros de sua partida de apoio aos 87°45'N). Independentemente da verdade da reclamação de Peary de ter alcançado o Polo, as expedições por terra ao Polo Norte terminaram: o norueguês Roald Amundsen redirecionou a sua prevista expedição ao Ártico e em seu lugar empreendeu a conquista do Polo Sul, que conseguiu no em 1911.
Em 9 de maio de 1926, Richard Evelyn Byrd tentou voar sobre o Polo Norte em avião. Foi amplamente aceite que o tinha conseguido, mas nas últimas décadas o feito tem estado em dúvida.
Por último, em 12 de maio de 1926, o dirigível Norge que levava Roald Amundsen e outros quinze homens (incluindo os desenhadores da aeronave e o piloto Umberto Nobile, o timoneiro Oscar Wisting, o navegante Hjalmar Riiser-Larsen e o patrocinador da expedição Lincoln Ellsworth) sobrevoou o Polo Norte, na viagem entre Spitsbergen e o Alasca, sendo este o primeiro alcance do Polo que não gerou nenhuma controvérsia.  O primeiro homem definitivamente aceite a ter pisado o Polo Norte foi o russo Alexander Kuznetsov, que aterrou no local em 1948. Em 3 de agosto de 1958, o submarino nuclear USS Nautilus (SSN-571) foi o primeiro a navegar por baixo da camada de gelo do Polo Norte. Já em 1968–69 o explorador britânico Wally Herbert foi a primeira pessoa indubitavelmente a atingir o Polo Norte a pé, partindo de trenó do Alasca. A sua expedição foi apoiada por lançamentos aéreos de mantimentos.

## Cronologia das marcas
| Data                | Líder da expedição | País                | Latitude alcançada         | Localização                                               | Tipo* |
| ------------------- | --- | ------------------- | -------------------------- | --------------------------------------------------------- | ----- |
| 16 de junho de 1596 | Willem Barents | Províncias Unidas   | 79°49'N                    | Arquipélago de Svalbard                                   | M     |
| 1607                | Henry Hudson | Reino da Inglaterra | Um pouco menos que Barents | Hakluyt's Headland, ilha de Spitsbergen                   | M     |
| 1612                | Thomas Marmaduke | Reino da Inglaterra | 79°48'N (reclamou os 82°N) | Gråhuken, Spitsbergen                                     | M     |
| c. 1622             | Baleeiros ingleses | Reino da Inglaterra | 80°32'N                    | Cabo Norte, nas ilhas Svalbard                            | M     |
| Antes de 1663       | Baleeiros neerlandeses | Províncias Unidas   | 80°49'N                    | Ilha de Sjuøyane, arquipélago das Sete Ilhas nas Svalbard | M     |
| 1707                | Cornelis Cornelisz Giles | Províncias Unidas   | 81°N                       | Nordaustlandet, nas Svalbard                              | M     |
| 1806                | William Scoresby (com o Resolution )                                                                                              | Reino Unido         | 81°50'N                    |                                                           | M     |
| 1827                | William Edward Parry (expedição ao Polo Norte)                                                                                    | Reino Unido         | 82°45'N                    | Da costa norte de Spitsbergen (Svalbard)                  | M     |
| 1875-76             | Albert Hastings Markham (Expedição britânica ao Ártico)                                                                           | Reino Unido         | 83°20'26"N                 | Ilha de Ellesmere                                         | T     |
| 1895                | Fridtjof Nansen e Fredrik Hjalmar Johansen                                                                                        | Suécia-Noruega      | 86°14'N                    |                                                           | Mx    |
| 25 de abril de 1900 | Umberto Cagni | Itália              | 86°34'N                    |                                                           | A     |
| 22 de abril de 1908 | Frederick Cook | Estados Unidos      | 90°N (reivindicados)       | De Annoatok (Gronelândia) ao Polo Norte                   | T     |
| 7 de abril de 1908  | Robert Peary | Estados Unidos      | 90°N (reivindicados)       | Do cabo Sheridan (ilha de Ellesmere) ao Polo Norte        | T     |
| 9 de maio de 1926   | Richard Evelyn Byrd | Estados Unidos      | 90°N                       | Polo Norte                                                | A     |
| 12 de maio de 1926  | Roald Amundsen e Umberto Nobile (com Oscar Wisting, Hjalmar Riiser-Larsen e Lincoln Ellsworth, até 16 homens, no dirigível Norge) | Internacional       | 90°N                       | Polo Norte                                                | A     |